# Richard Di Martino
Pour les articles homonymes, voir Di Martino.
Richard Di Martino est un dessinateur français de bande dessinée, né en 1971.

## Biographie
Après des études de graphisme, il travaille en agence de communication, puis dans un studio de dessin animé avant de publier son premier album. En 1999, il commence Malek Sliman. D'abord tout seul, puis sur un scénario de Bruno Falba. 3 tomes suivront de 2000 à 2002.
En 2001, il participe à la création du Zarmatelier, un atelier de bandes dessinées, avec Bruno Bessadi, Thomas Allart, Éric Stoffel, Domas, etc.
En 2002, il réalise des histoires courtes pour Semic avec Éric Stoffel, parues dans les pockets Yuma n° 6&7, ainsi que des piges ponctuelles pour le journal de Spirou (jusque 2011).
Il entame en 2003 la série Outre Tombe avec Jean et Simon Léturgie au scénario (3 albums chez Vents d'ouest) puis en 2006, co-réalise avec Simon Léturgie l'adaptation en bande dessinée de la pièce de Molière George Dandin pour la collection « Commedia » des éditions Vents d'Ouest.
À la suite de l'arrêt de la série Outre Tombe par son éditeur, il intègre Bamboo Édition où il réalise un album des Fondus (les Fondus de Jardinage) avec Christophe Cazenove et Hervé Richez, puis chez les éditions Paquet où il publie Eddy l'Angoisse, un album intimiste de 144 pages qu'il signe au scénario et au dessin pour la collection Discover.
Après avoir fait un passage en 2010 chez Fluide glacial avec Ingrid de la Jungle en collaboration avec Serge Scotto et Stoffel, une bédé parodique sur l'affaire Betancourt,, puis il revient chez Vents d'Ouest pour Tels pères, telles filles, co-écrit et réalisé avec Domas, et chez Bamboo Édition pour le diptyque Tattoo Mania avec Christophe Cazenove.
En 2011, il crée une collection pour les 3-7 ans chez Bamboo Édition : « Pouss de Bamboo », qu'il dirige avec Domas et dans laquelle il signe Le Petit Poucet, Blanche Neige, Le loup & les 7 chevreaux, La Chèvre de monsieur Seguin et Ali Baba.
En 2015, Cléo la petite Pharaonne paraît chez Bamboo Édition sur des gags écrits par Christophe Cazenove et Hélène Beney, puis en 2016 parait le tome 2, Cléo, l'atout d'une grande,. Dans le même temps, Richard Di Martino reprend le personnage de Pif dans une formule trimestrielle baptisée Super Pif sur des histoires écrites par François Corteggiani. Depuis 2020 anime la série Les Métalleux chez Kennes edition, la musique Metal étant sa deuxième passion dans la vie.

## Œuvres
- Malek Sliman (scénario : Bruno Falba ; Éditeur. Vents d'Ouest)
  - 1 Pax Massilia (2000) couleurs : Schelle&Rosa
  - 2 À un de ces quatre 2001) couleurs : Arnaud Boutle
  - 3 Recyclage (2002) couleurs : Arnaud Boutle

- Outre Tombe (scénario : Simon Léturgie, Jean Léturgie ; couleurs Julien Lois ; Éditeur : Vents d'Ouest)
  - 1 Maman est revenue (2004)
  - 2 Loup y es-tu ? (2005)
  - 3 Trois petits tours et puis s'en vont (2006)

- « Commedia »
  - George Dandin (2006)

- Les Fondus (scénario : Christophe Cazenove, Hervé Richez ; couleurs Amouriq & Mirabelle ; Éditeur : Bamboo)
  - Les Fondus de Jardinage (2008)

- Eddy l'Angoisse (scénario et dessin ; Éditions Paquet) (2008)[11]

- Ingrid de la Jungle (scénario : Éric Stoffel  et Serge Scotto ; couleurs Julien Lois ; Éditeur : Fluide glacial) (2010)[1],[2]

- Tattoo mania (scénario : Christophe Cazenove ; couleurs Julien Lois ; Éditeur : Bamboo)
  - Tome 1  (2011)
  - Tome 2  (2013)

- Tels pères, telles filles (coscénario + dessin : Domas ; couleurs Lois ; Éditeur : Vents d'Ouest) (2011)

- Le Petit Poucet ; (Éditeur : Bamboo) (2011)
- Blanche Neige ; (Éditeur : Bamboo) (2012)
- Le Loup et les 7 Chevreaux ; (Éditeur : Bamboo) (2013)
- La chèvre de Monsieur Seguin ; (Éditeur : Bamboo) (2015)
- Cléo (scénario : Christophe Cazenove et Hélène Beney ; couleurs : Sandrine Cordurie ; Éditeur : Bamboo)
  - Tome 1  (2015)
  - Tome 2  (2016)
- Ali Baba et les 40 voleurs ; (Éditeur : Bamboo) (2017)[12]
- Koko & Ti'Mü, scénario  d'Hélène Beney, couleurs de Christian Lerolle; éditeur : Bamboo (2018)[13]
- Les Metalleux (coscénario : Chloé O ; couleurs : Christian Lerolle ; Éditeur : Kennes
  - Tome 1  (2020)
  - Tome 2  (2021)
  - Tome 3  (2022)